# Orthorrhynchium
Orthorrhynchium är ett släkte av bladmossor. Orthorrhynchium ingår i familjen Orthorrhynchiaceae.
Orthorrhynchium är enda släktet i familjen Orthorrhynchiaceae.
Kladogram enligt Catalogue of Life:
| Orthorrhynchium | \| \| Orthorrhynchium balanseanum \| \| \| \| \| \| Orthorrhynchium elegans \| \| \| \| |
|                 | \| \| Orthorrhynchium balanseanum \| \| \| \| \| \| Orthorrhynchium elegans \| \| \| \| |
|                 | Orthorrhynchium balanseanum                                                             |
|                 |                                                                                         |
|                 | Orthorrhynchium elegans                                                                 |
|                 |                                                                                         |